# Solaris Urbino 15
Solaris Urbino 15 — городской трёхосный низкопольный автобус особо большой вместимости производства Solaris Bus & Coach, предназначенный для городских маршрутов. Производился в 1999—2018 годах.

## История
Автобусы Solaris Urbino 15 впервые появились во третьем квартале 1999 года. Второе поколение появилось в середине 2002 года. Третье производилось с 2005 года. За всю историю производства модели комплектовались двигателями немецкого производства MAN или нидерландского DAF. Каждый двигатель соответствовал стандартам Евро-4 или Евро-5. В модельный ряд также входят троллейбусы Solaris Trollino 15. Автобус был популярен даже в Чехии и Словакии. В Польше автобус пришёл на смену конкуренту Neoplan N4020. Производство завершилось в 2018 году.

## Особенности
Модель Solaris Urbino 15 оснащалась изначально двигателем MAN D0836LOH02 мощностью 260 или 280 л. с. Позднее на модель начали устанавливать двигатель DAF PR228 с 5-ступенчатой автоматической трансмиссией Voith Diwa D854.5 и дизельным отопителем Webasto. Объём бака составляет 250 литров. Также возможна установка двигателей Cummins ISLe4 320/340 и трансмиссии ZF Ecomat 4.
Автобус оборудован системой вентиляции, салону присущи два вентиляционных люка. Эвакуационные люки у автобуса автоматические. Также возможна установка системы кондиционирования.

## Галерея

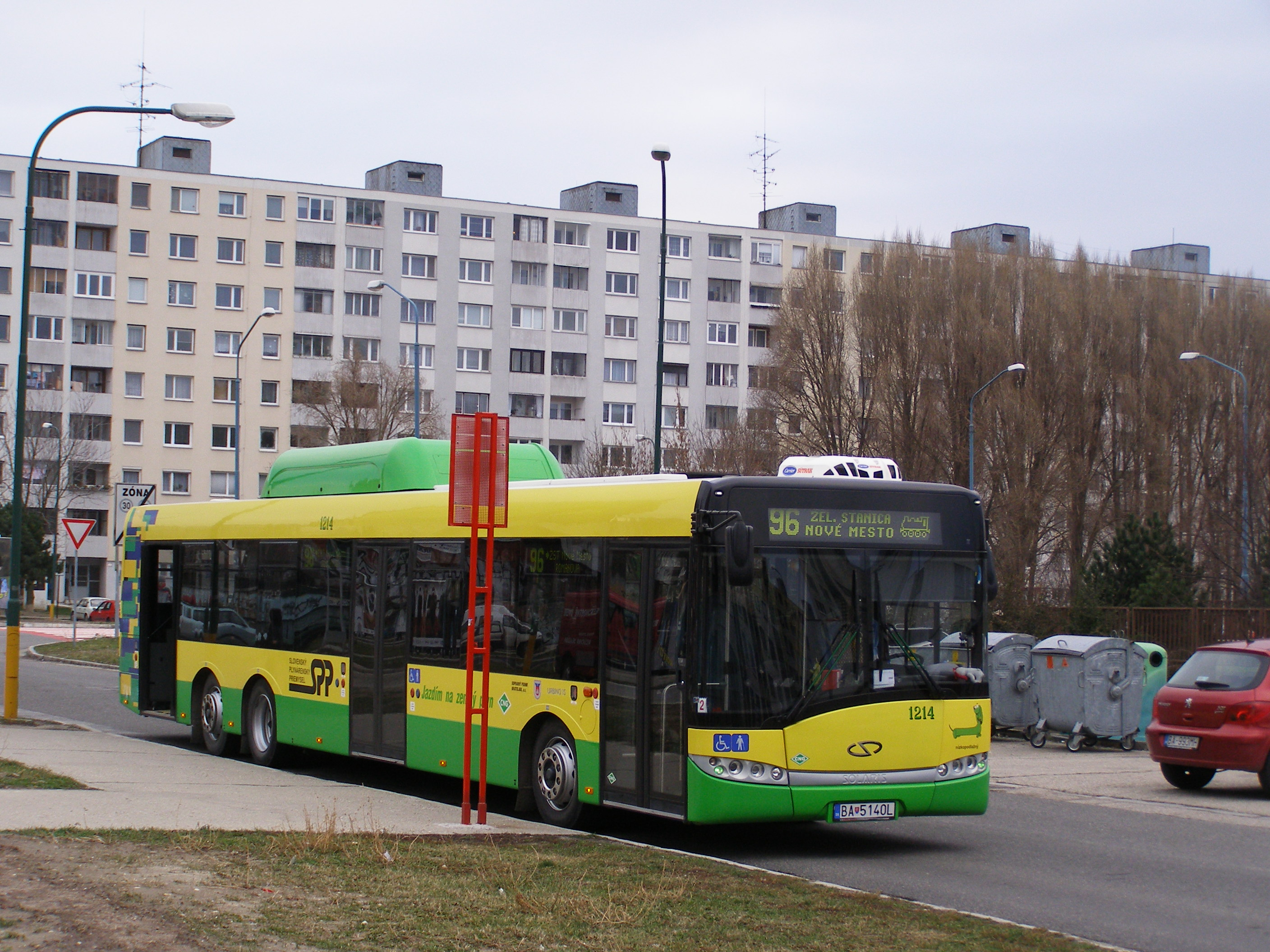
Газомоторный Solaris Urbino 15 III в Братиславе
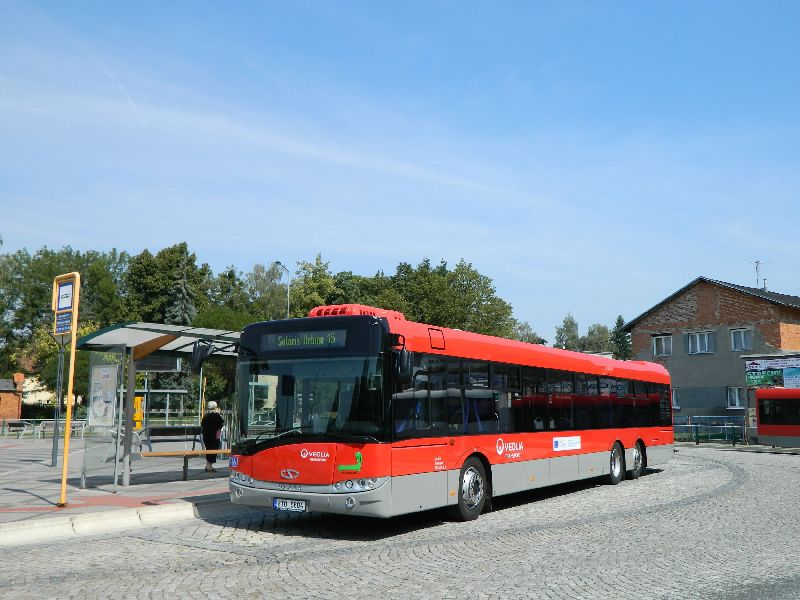
Двухдверный автобус (вид слева)
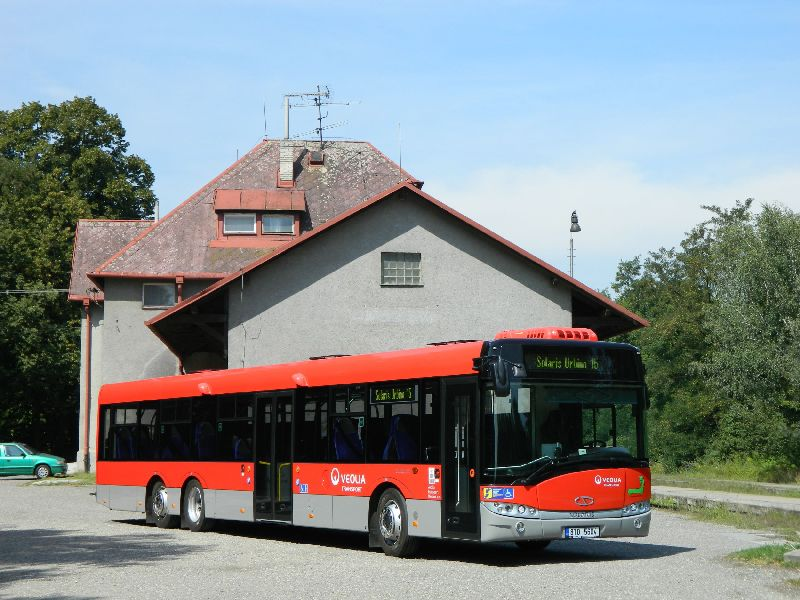
Двухдверный автобус (вид справа)
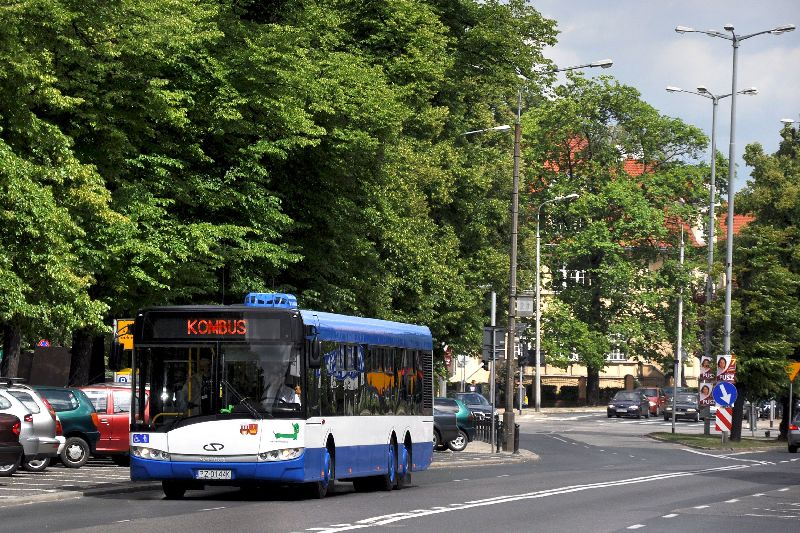
Версия с кондиционером